# Bobby Eaton
Robert Lee Eaton (14 de agosto de 1958-4 de agosto de 2021) fue un luchador profesional estadounidense. Es más famoso por su trabajo en equipos en pareja, especialmente como el miembro de The Midnight Express. Bajo la dirección de Jim Cornette, originalmente se asoció con Dennis Condrey y, más tarde, con Stan Lane. También trabajó con varios otros compañeros de equipo, incluidos Arn Anderson, Koko B. Ware, Steve Keirn y Lord Steven Regal.

## Primeros años
Al crecer en Huntsville, Alabama, Eaton era un fanático de la lucha libre profesional, especialmente la promoción de lucha libre profesional NWA Mid-America. Esta promoción fue operada por Nick Gulas, quien organizó espectáculos de lucha libre en la región de Alabama y Tennessee. La primera participación de Eaton en el deporte se produjo a la edad de 13 años, mientras asistía a la escuela secundaria Chapman, cuando ayudó a montar rings de lucha libre en su ciudad natal. Más tarde se entrenó con Tojo Yamamoto para convertirse en luchador profesional.

## Carrera

### NWA Mid-America (1976-1980)
En mayo de 1976, a la edad de 17 años, Eaton hizo su debut en NWA Mid-America. Entró en su primera lucha, con una derrota ante Bearcat Wright, como sustituto de último minuto por el oponente ausente de Wright. Rápidamente se convirtió en un habitual en Mid-America y continuó entrenando con los luchadores más experimentados. En poco tiempo, los fanáticos, así como el promotor Nick Gulas, notaron el atletismo y el espectáculo de Eaton. Gulas decidió "promover" a Eaton en las filas de NWA Mid-America, dándole partidos más adelante en el programa, más cerca del evento principal. El ángulo que ayudó a elevar el nombre de Eaton en la cartelera en la promoción tuvo lugar después de la presentación del equipo de etiqueta The Hollywood Blonds (Jerry Brown y Buddy Roberts). Eaton luchó contra los Blonds con una variedad de socios, incluido su antiguo entrenador Yamamoto y "Pistol" Pez Whatley. Cuando los Blonds decidieron mudarse a una promoción de lucha diferente, la historia sostenía que Eaton era responsable de expulsarlos de NWA Mid-America.
En 1978, Eaton se asoció con Leapin 'Lanny Poffo (hermano del más conocido "Macho Man" Randy Savage), y juntos ganaron el Campeonato en Parejas NWA Mid-America de Gypsy Joe y Leroy Rochester. Fue la primera victoria de Eaton en un título, y él y Poffo lo mantuvieron durante poco más de un mes. Eaton pasó a formar un equipo, conocido como The Jet Set, con George Gulas, el hijo de Nick Gulas. Juntos, Eaton y Gulas mantuvieron el título por parejas en tres ocasiones. Durante su tiempo como equipo, los dos estuvieron involucrados en una disputa con Terry Gordy y Michael Hayes antes de que Gordy y Hayes se hicieran famosos bajo el nombre de The Fabulous Freebirds.
En la primavera de 1979, Eaton inició una disputa con Chris Colt, diseñada para establecer a Eaton como algo más que un buen competidor en parejas. La disputa entre los dos fue tan acalorada que vio a Colt suspendido por empujar a Eaton en el piso de concreto, dando la impresión de que Eaton había resultado gravemente herido. Sin embargo, Eaton no sufrió heridas. En ese momento, el piledriver estaba prohibido en la mayoría de las federaciones y se trataba como un movimiento que potencialmente podría paralizar a un luchador. Esto se hizo para darle al movimiento más "valor de impacto". Eaton derrotó de manera concluyente a Colt, ganándose un lugar como una de las mejores caras (chicos buenos) en NWA Mid-America. Durante 1979 y 1980, Eaton trabajó en una serie de luchas individuales contra Dennis Condrey, un hombre con el que más tarde se uniría para ganar fama mundial.

### Continental Wrestling Association (1980-1983)
Cuando la empresa de lucha libre de Nick Gulas cerró debido a la disminución de la venta de entradas, Eaton luchó brevemente por el Georgia Championship Wrestling, incluso consiguiendo el Campeonato Nacional de Televisión. En poco tiempo, Eaton regresó más cerca de casa, trabajando para la Continental Wrestling Association (CWA) del promotor Jerry Jarrett, que tenía su sede en Memphis, Tennessee. Durante sus primeros días en la promoción, Eaton se enfrentó a Stan Lane varias veces en la competencia por equipos. La asociación más exitosa de Eaton en la CWA, en términos de títulos ganados, fue con Sweet Brown Sugar, apodada "la Nueva Ola". Los dos luchadores combinaron su atletismo y sus habilidades de alto vuelo para formar un equipo muy exitoso. The New Wave celebró el Campeonato de Parejas del Sur de la AWA tres veces (dos veces con el manager Jimmy Hart en su esquina). Después de lograr el éxito como equipo de etiqueta, se decidió que Eaton y Sugar deberían separarse y pelearse entre sí. Esta historia resultó en que Eaton "forzó" a Sugar a salir de la promoción después de que ganó un combate de "Losers Leaves Town" contra Sugar.
La desaparición de Sugar pronto fue seguida por la aparición de un hombre enmascarado llamado Stagger Lee, que lucía y luchó como Sugar. La historia de Sugar regresando bajo la máscara para luchar contra los tacones ayudó a que el hombre enmascarado fuera instantáneamente popular entre la multitud. Eaton, junto con el resto del stable de Jimmy Hart "la Primera Familia", intentó en vano desenmascarar a Stagger Lee.

### Mid-South Wrestling y World Class Championship Wrestling (1983–1985)
Poco después de que Eaton se uniera a Mid-South Wrestling con el promotor Bill Watts, se convirtió en parte del Midnight Express. Eaton se asoció con el ex rival Dennis Condrey bajo la dirección de Jim Cornette para formar una nueva versión del equipo. El Express había sido previamente un grupo de luchadores formado por Condrey, Randy Rose y Norvell Austin, pero con la llegada de Eaton, el Midnight Express trabajó exclusivamente como un equipo de dos hombres. Para complementar el apodo de "Lover Boy" Dennis, Eaton fue apodado "Beautiful" Bobby, un apodo que todavía usa cuando lucha. Al principio, The Express fue reservado en ángulo con los Campeones de Parejas del Medio Sur Magnum T.A. y Mr. Wrestling II. El punto culminante del ángulo vio a Eaton y Condrey remendar y emplumar Magnum T.A. en medio del ring. El Express ganó por primera vez el título por parejas cuando Mr. Wrestling II se volvió contra Magnum T.A., atacándolo durante la lucha por el título y permitiendo que Eaton y Condrey ganaran el título sin mucha oposición.
Con Mr.Wrestling II y Magnum T.A. dividiéndose, el Midnight Express necesitaba un nuevo equipo contra el que defender su título recién ganado. Comenzaron una larga serie de combates contra The Rock 'n' Roll Express (Ricky Morton y Robert Gibson) que se prolongó hasta bien entrada la década de 1990 y abarcó varias promociones de lucha libre. Los dos equipos se pelearon a lo largo de 1984 en Mid-South Wrestling antes de que Midnight Express dejara la promoción. La serie de partidos de Midnight Express contra Rock 'n' Roll Express fue tan bien recibida por los fanáticos que los promotores independientes de todo Estados Unidos aún se enfrentan hoy a esos dos equipos, 20 años después de que comenzara la rivalidad. El Midnight Express tuvo una corta estadía en World Class Championship Wrestling en Texas, donde se pelearon principalmente con The Fantastics (Bobby Fulton y Tommy Rogers).

### Jim Crockett Promotions / World Championship Wrestling (1985-1992)
En 1985 Eaton, Condrey y Cornette firmaron con Jim Crockett Promotions (JCP) y recibieron exposición nacional en los programas televisados de JCP en SuperStation TBS. Poco después de unirse a JCP, el Midnight Express reavivó su enemistad con el Rock 'n' Roll Express y les ganó el título mundial de parejas de la NWA en febrero de 1986 durante Superstars on the Superstation. Durante el transcurso de su acalorado ángulo, Eaton y Condrey volvieron a perder el título ante el Rock 'n' Roll Express seis meses después. Eaton y Condrey también tuvieron peleas de larga data con The New Breed (Chris Champion y Sean Royal), así como con The Road Warriors (Animal y Hawk). La disputa con los Road Warriors incluyó una lucha de alto perfil en el andamio en Starrcade 1986, que perdió el Midnight Express.
A principios de 1987, Condrey dejó JCP por razones no reveladas, y "Sweet" Stan Lane tomó su lugar como parte del Midnight Express. En mayo de 1987, después de trabajar en equipo por sólo unos meses, Eaton y Lane se convirtieron en campeones cuando ganaron el título por equipos de la NWA Estados Unidos por primera vez, un título que ganarían tres veces durante su tiempo juntos. Un año después, el equipo fue aplaudido a pesar de ser tacones, ya que el Midnight Express ganó el Campeonato Mundial en Parejas de la NWA de manos de Arn Anderson y Tully Blanchard el 10 de septiembre de 1988. Esta disputa se truncó cuando Anderson & Blanchard firmaron con WWF por dinero. cuestiones. La carrera del Midnight Express con el título duró poco más de un mes y medio antes de que los Road Warriors les quitaran el oro en un brutal enfrentamiento, en el que los talones Road Warriors brutalizaron al ahora popular Midnight Express. Ahora, los favoritos de los fanáticos, el Midnight Express tuvo que lidiar con un equipo que se pensaba disolvería para siempre: el Original Midnight Express, que estaba formado por Condrey y Randy Rose, que se unieron a JCP después de una breve carrera en la AWA. El dúo fue dirigido por Paul E. Dangerously, un antiguo némesis de Jim Cornette, en una historia que los vio tratando de demostrar que los originales eran mejores que la nueva versión. La aparición sorpresa del Original Midnight Express le dio al equipo de Dangerously el impulso inicial en la pelea, pero poco después, Condrey dejó la promoción una vez más. Esto obligó a los bookers a traer a Jack Victory como reemplazo, ya que la desaparición de Condrey interrumpió la prometedora disputa.

### Smoky Mountain Wrestling (1993)
Cuando Eaton se encontró sin trabajo, se acercó al ex gerente Jim Cornette. Cornette había comenzado su propia federación de lucha libre, Smoky Mountain Wrestling (SMW) y le dio la bienvenida a Eaton con los brazos abiertos. Eaton se unió a "The Heavenly Bodies" (Stan Lane y Tom Prichard), y los tres fueron reservados como los mejores tacones de la federación por un tiempo. Eaton también ganó la versión federativa del título televisivo, conocido como SMW Beat the Champ Television Championship.

### New Japan Pro-Wrestling (1993-1995)
Eaton viajó por primera vez por Japón con la New Japan Pro-Wrestling en mayo de 1993 durante su Explosion Tour, haciendo equipo con Tony Halme y en varios combates por equipos, enfrentándose a equipos como Hiroshi Hase y Keiji Mutoh, Manabu Nakanishi y Masa Saito, Shinya Hashimoto y Michiyoshi Ohara, Riki Choshu y Takayuki Iizuka e incluso Hawk Warrior y Power Warrior, conocidos como Hellraisers, y estos últimos pusieron en juego sus Campeonatos de Parejas de la IWGP el 14 de junio, en los que Eaton y Halme perdieron. En enero de 1994, Eaton regresó a Japón durante su gira Fighting Spirit, luchando solo en combates por equipos (con la excepción de un combate individual contra Black Cat y otro contra Power Warrior) formando equipo con Rambo y Mike Enos. En noviembre de 1995 durante su gira mundial de NJPW/WCW in Japan, Eaton, ahora bajo el personaje de "Earl Robert Eaton", realizó una gira con New Japan por última vez, luchando solo en dos combates por equipos en dos días, formando equipo con Johnny B. Badd. (los locutores lo refirieron errónea y constantemente como Bobby en lugar de Robert) en un esfuerzo perdido contra Ookami Gundan (Masahiro Chono y Hiroyoshi Tenzan) y otro esfuerzo perdido junto a Lord Steven Regal contra Kensuke Sasaki y Osamu Nishimura.

## Vida personal
Eaton estaba casado con la hija de Bill Dundee, Donna. Cuando empezaron a salir, tuvieron que mantener en secreto la relación de su padre, ya que su padre le había prohibido salir con los luchadores que estaba contratando. Cuando Dundee se enteró de que estaba saliendo con Eaton, cedió porque Eaton era un buen tipo. Eaton y Donna tuvieron tres hijos: Dustin, Dylan y Taryn; Dylan es un luchador profesional.
La esposa de Eaton, Donna Dundee murió el 26 de junio de 2021 a la edad de 57 años.

### Problemas de salud
En septiembre de 2006, se informó que Eaton fue hospitalizado después de sufrir un ataque cardíaco. Eaton luego emitió un comunicado en el que decía que no había sufrido un ataque cardíaco, sino que se le diagnosticó hipertensión arterial con "un indicio de" diabetes. Desde entonces ha padecido varios problemas de salud, especialmente problemas cardíacos que lo han visto internado en varias ocasiones. En junio de 2013, Eaton se sometió a una cirugía exitosa para que le insertaran un marcapasos.

### Muerte
El 4 de agosto de 2021, poco más de un mes después de la muerte de su esposa, Eaton murió a los 62 años, diez días antes de cumplir 63 años. Había sido hospitalizado en julio tras sufrir una caída.

## Campeonatos y logros
- Georgia Championship Wrestling
  - NWA Georgia Television Championship (1 vez)[20]

- International Wrestling Cartel
  - IWC Tag Team Championship (1 vez) – con Dennis Condrey[21]

- Jim Crockett Promotions / World Championship Wrestling
  - NWA United States Tag Team Championship (3 veces) – con Stan Lane[22]
  - NWA/WCW World Tag Team Championship (3 veces) – con Dennis Condrey (1), Stan Lane (1) y Arn Anderson (1)[23]
  - WCW World Television Championship (1 vez)[24]

- Mid-Atlantic Championship Wrestling
  - NWA Mid-Atlantic Tag Team Championship (1 vez) – con Rikki Nelson[25]

- NWA Mid-America / Continental Wrestling Association
  - AWA Southern Tag Team Championship (4 veces) – con Sweet Brown Sugar (2) y Duke Myers (2)[26][27]
  - CWA World Heavyweight Championship (1 vez)[28]
  - NWA Mid-America Heavyweight Championship (11 veces)[29]
  - NWA Mid-America Tag Team Championship (6 veces) – con Lanny Poffo (1), George Gulas (3), Mexican Angel (1) y Great Togo (1)[30]
  - NWA Mid-America Television Championship (1 vez)[31]

- Mid-South Wrestling Association
  - Mid-South Tag Team Championship (2 veces) – con Dennis Condrey[32]

- NWA Bluegrass
  - NWA Bluegrass Tag Team Championship (1 vez) – con Dennis Condrey[33]

- NWA Rocky Top
  - NWA Rocky Top Tag Team Championship (1 vez) – con Dennis Condrey[34]

- Smoky Mountain Wrestling
  - SMW Beat the Champ Television Championship (1 vez)[35]

- World Class Championship Wrestling
  - NWA American Tag Team Championship (1 vez) – con Dennis Condrey[36][37]

- Pro Wrestling Illustrated
  - Equipo del año (1992) con Stan Lane)

- Wrestling Observer Newsletter awards
  - Wrestling Observer Newsletter Hall of Fame (2009, por ser miembro de The Midnight Express)